# Pałac w Zdzięciole
Pałac Radziwiłłów w Zdzięciole – pałac z XVIII wieku w Zdzięciole w obwodzie grodzieńskim na Białorusi, dawna rezydencja Radziwiłłów i Sołtanów. 

## Historia
Na miejscu pałacu znajdował się zamek Ostrogskich – drewniany obiekt, który spalony przez Szwedów. Prawdopodobnym inwestorem budowy był Michał Faustyn Radziwiłł. Pałac był następnie własnością syna Mikołaja, Udalryka Krzysztofa Radziwiłła. Budynek został przebudowany przez rodzinę Sołtanów pod koniec XVIII wieku – marszałek nadworny litewski Stanisław Sołtan objął Zdzięcioł w posiadanie pod koniec XVIII wieku. Sołtanowie utworzyli park krajobrazowy wokół pałacu. Ostatnim właścicielem pałacu został Adam Sołtan (ur. 1792, zm. 1863). Budynek po konfiskacie przez władze carskie został przekształcony w koszary dla kawalerii, następnie był wykorzystywany jako więzienie; owe zmiany jego przeznaczenia wiązały się także ze zniszczeniem pierwotnego pałacowego wystroju. W dwudziestoleciu międzywojennym pałac służył jako siedziba szkoły. Po II wojnie światowej w pałacu znajdował się szpital. 
W połowie 2022 roku wystawiono pałac na sprzedaż. Jesienią 2022 roku obiekt nabył rosyjski biznesmen za 96 rubli białoruskich (około 40 dolarów amerykańskich). Budynek został ponownie wystawiony na sprzedaż w 2025 roku za blisko 31 tys. rubli białoruskich. 

## Architektura
Budynek znajduje się na wysokim brzegu rzeki Zdzięciołki. Pałac murowany z cegły, piętrowy, z piwnicami, o powierzchni użytkowej 1527 m², zbudowany na planie prostokąta, ma dwie kondygnacje. Na elewacji frontowej znajduje się centralnie położony płytki ryzalit z frontonem; na elewacji od strony ogrodu znajduje się bardziej wydatny ryzalit. Na elewacjach znalazły się dekoracje w postaci rokokowych sztukaterii, medalionów, girland oraz pilastrów. Rezydencja była otoczona niezachowanym okazałym parkiem krajobrazowym. W parku stały budynki, w których znajdowały się freski autorstwa Jana Piotra Norblina. Przy pałacu wybudowano także niezachowane zabudowania gospodarcze. 

## Galeria

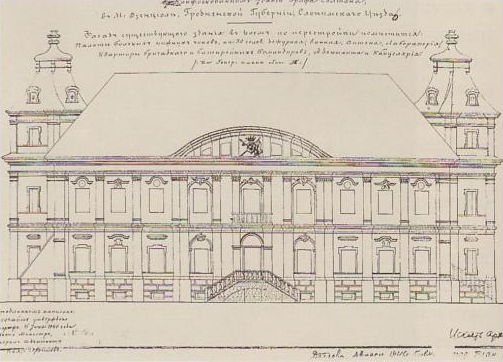
Szkic elewacji (1846)
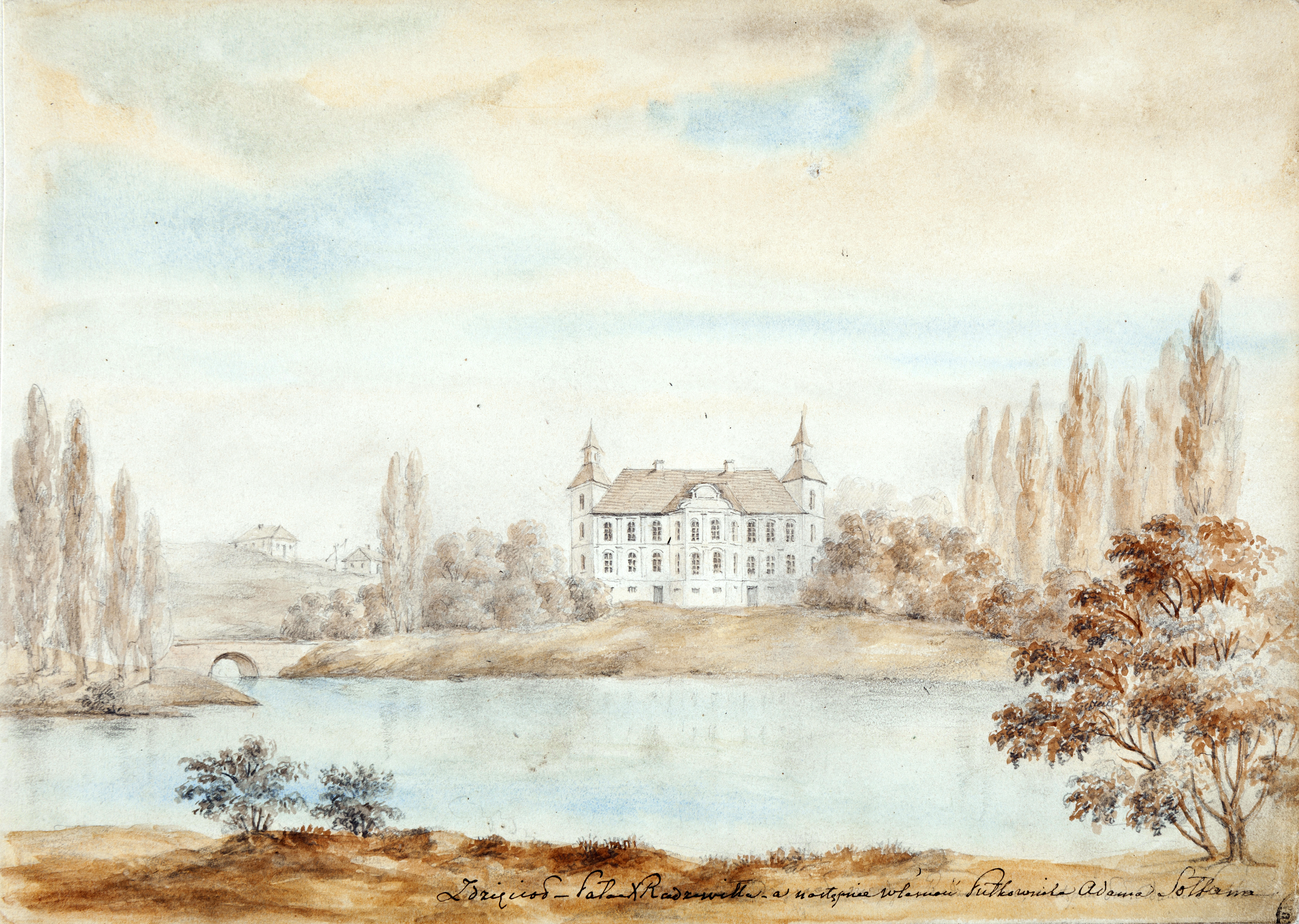
Pałac na obrazie Napoleona Ordy (2. połowa XIX wieku)
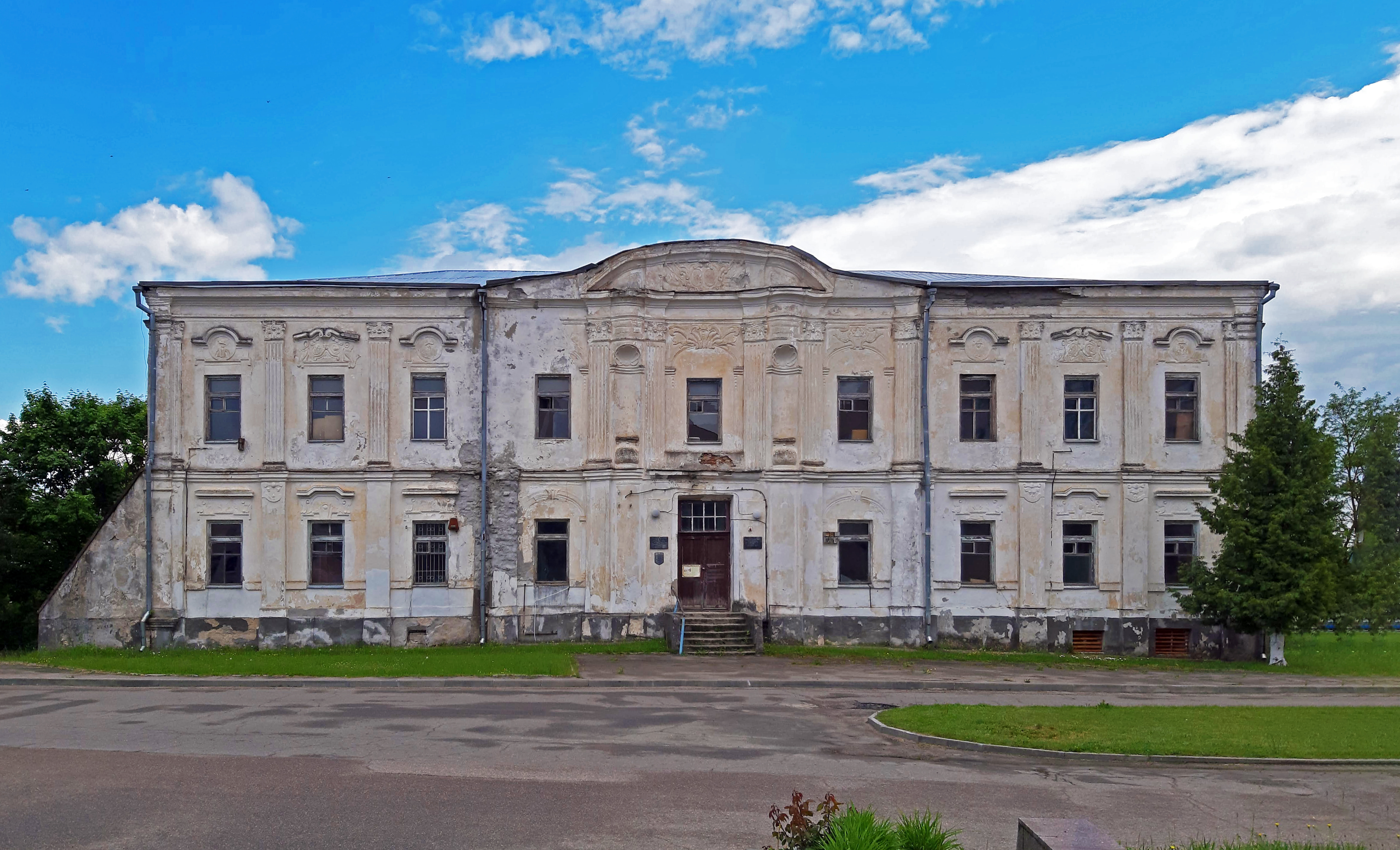
Elewacja zachodnia (2021)
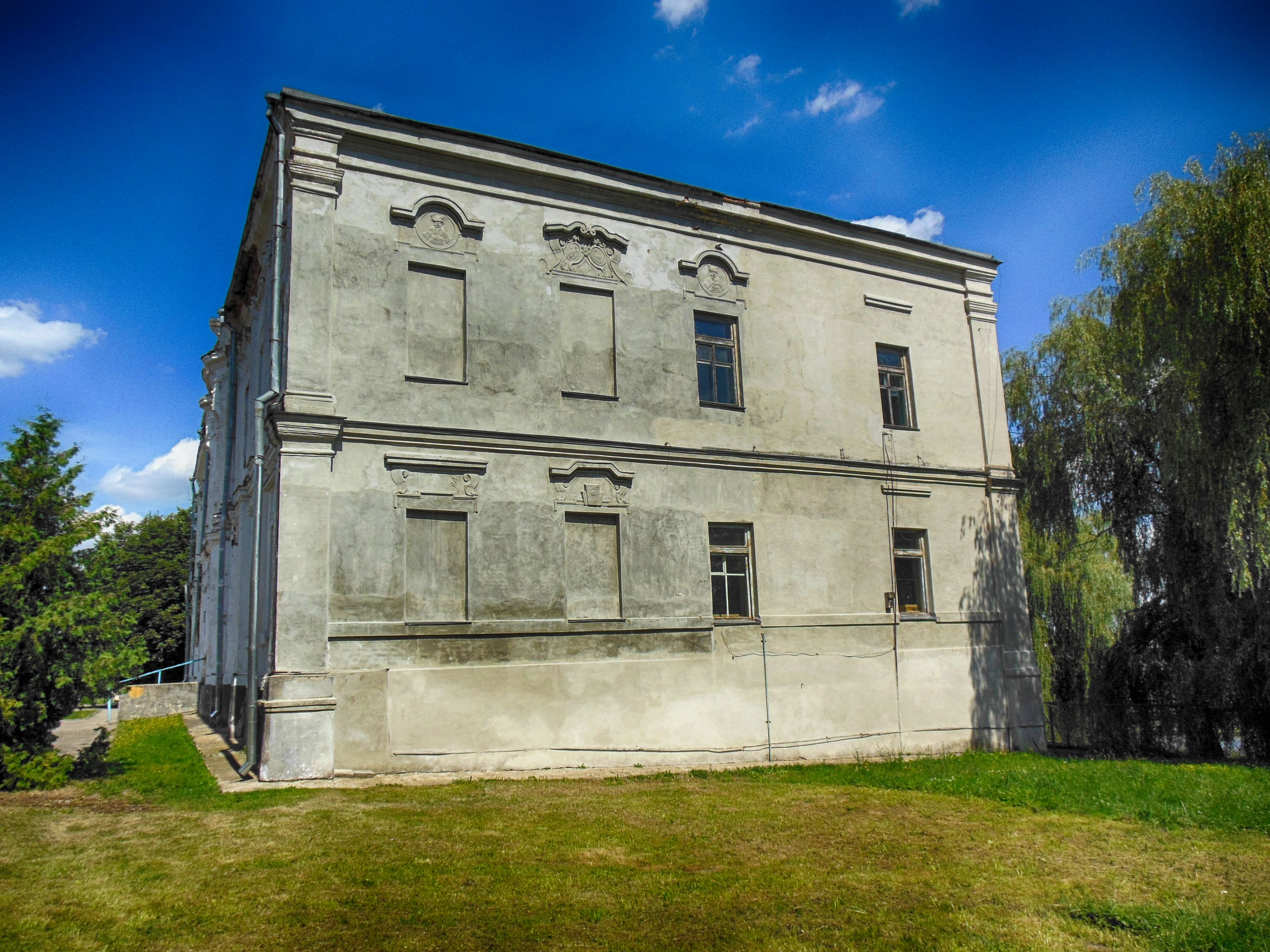
Elewacja boczna (2012)
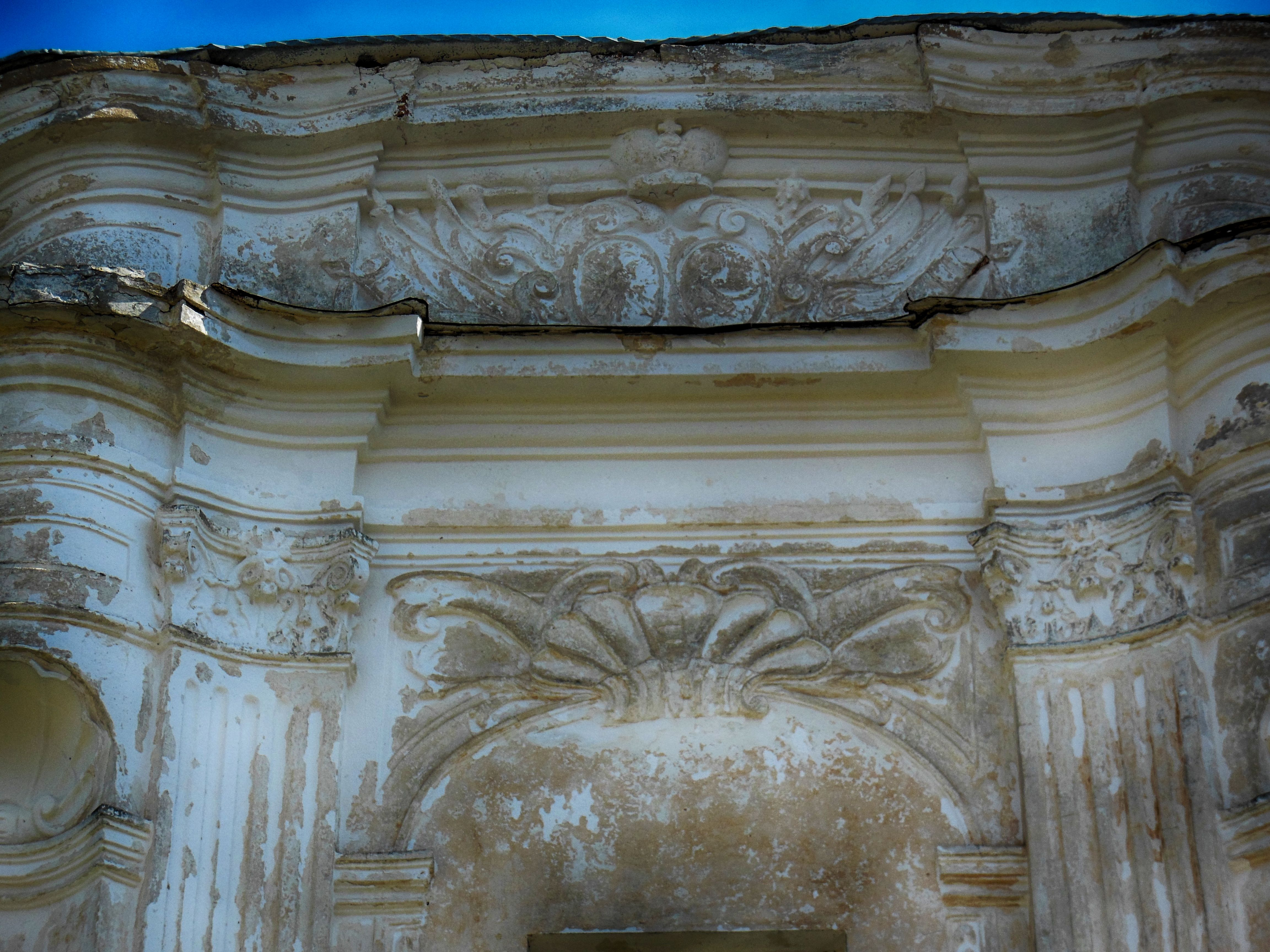
Detal elewacji (2012)
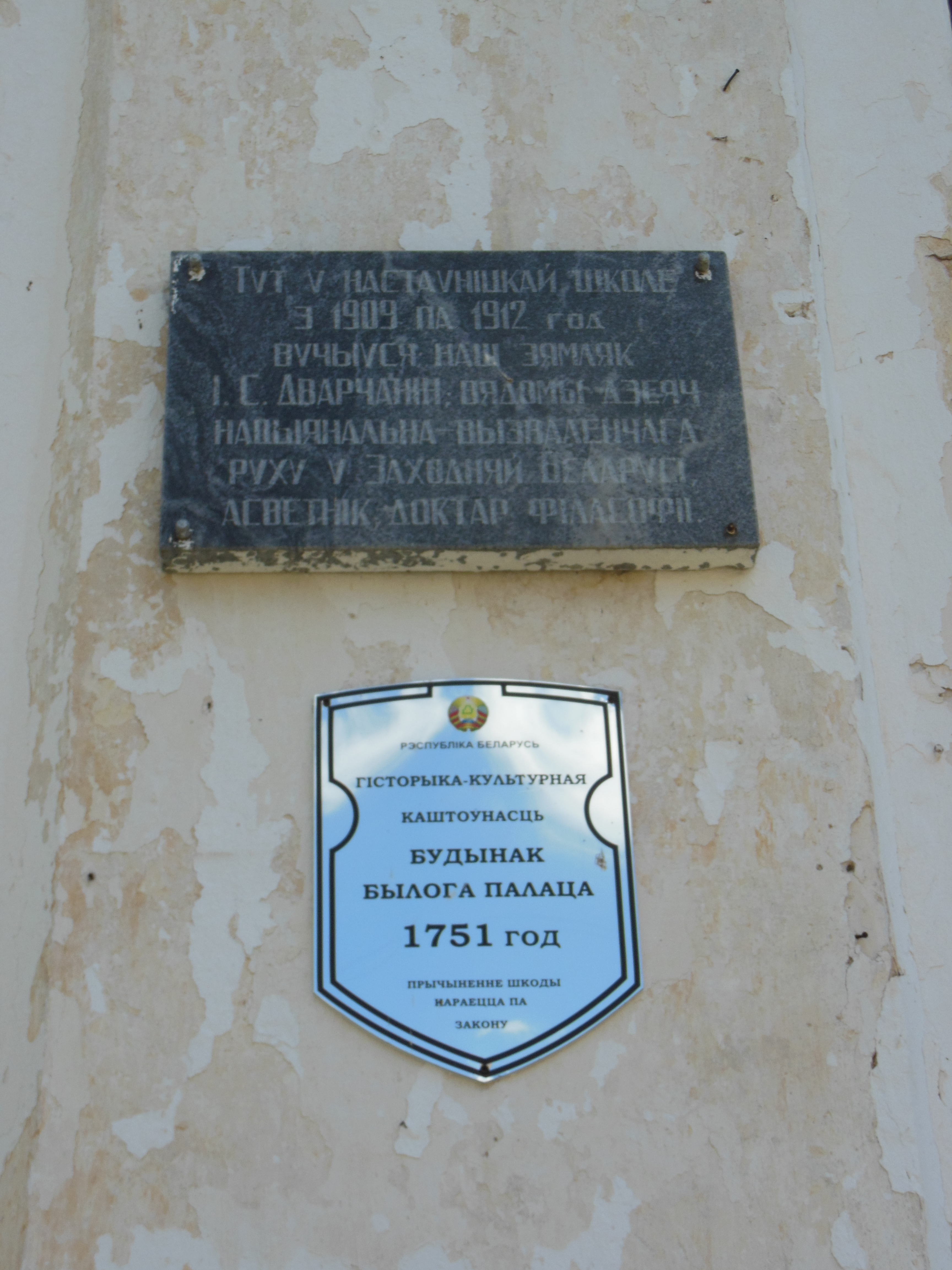
Tablica pamiątkowa (2012)